# Fouga Magister
Fouga Magister – eller Fouga CM.170 Magister – er et tosædet turbojetfly med V-hale, udviklet og produceret af den franske flyproducent Fouga.
Flyet, der oprindelig blev konstrueret som militært træningsfly, var sammen med det mindre udbredte tyske Fokker S.14 Machtrainer, de første jetfly, der var konstrueret primært som militære træningsfly. Den første prototype af flytypen fløj første gang 23. juli 1952, og de første serieproducerede fly blev indlemmet i det franske luftvåben Armée de l'air i 1956 som de første operative jetdrevne træningsfly.
Fouga Magister blev efterfølgende produceret i Frankrig, samt under licens i Tyskland, Finland og Israel. Typen har været anvendt i Algeriet, Bangladesh, Belgien, Biafra, Brasilien, Cambodja, Cameroun, Congo, El Salvador, Finland, Frankrig, Gabon, Irland, Israel, Libanon, Libyen, Marokko, Rwanda, Senegal, Togo, Tyskland, Uganda og Østrig. Flytypen har altovervejende været anvendt som træningsfly, men har også været anvendt som jagerbomber under kamphandlinger i oprørsprovinsen Katanga under Congokrisen i årene 1960-65 samt af det israelske luftvåben under Seksdageskrigen i 1967.
Der findes en række versioner af Fouga Magister, men den første serieproducerede version Fouga CM.170-1 Magister med to Turbomeca Marboré II motorer, er den mest udbredte. Af denne version blev der i alt bygget 761 eksemplarer, hvoraf 188 blev bygget i Vesttyskland, 62 i Finland og 50 i Israel.
I Danmark fandtes der tidligere ét privatejet eksemplar (OY-FGA, Version CM170-1 med serienummer 230 og produceret i 1959), som professor og pilot Niels Egelund i 2000 erhvervede fra den franske ejer af flyet, en jagerpilot, som tidligere havde fløjet med flyet før det i 1996 blev udfaset fra franske luftvåben. Flyet blev anvendt som privat veteranfly og medvirkede ved opvisninger og airshows. I 2015 forærede Niels Egelund flyet til Stauning Flymuseum efter en sidste flyvertur fra Roskilde (EKRK) til Stauning (EKVL).